# 안티이아

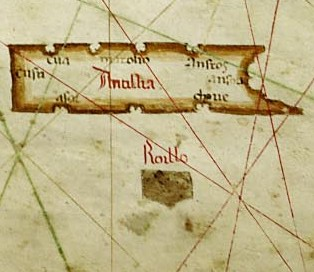
1489년 날짜의 알비노 데 카네파(Albino de Canepa)의 지도. 맨 위에는 7개의 도시가 있는 환상섬 안틸리아가 있으며, 그 아래에는 작은 섬인 로일리오(Roillo)가 있다.

안티이아(스페인어: Antillia) 또는 안틸리아는 15세기 탐험 당시 포르투갈과 스페인 서쪽으로 먼 대서양에 있는 것으로 알려진 유령섬이다. 일곱 도시의 섬(포르투갈어: Ilha das Sete Cidades, 스페인어: Isla de las Siete Ciudades)이라고도 불린다.

## 같이 보기
- 이를란드 히드 미클라